# Tavernole sul Mella
Tavernole sul Mella är en ort och kommun i provinsen Brescia i regionen Lombardiet i Italien. Kommunen hade 1 251 invånare (2018).